# 3113 Chizhevskij
3113 Chizhevskij (1978 RO) là một tiểu hành tinh vành đai chính được phát hiện ngày 1 tháng 9 năm 1978 bởi Chernykh, N. ở Nauchnyj.